# Melaleuca lanceolata
Melaleuca lanceolata ist eine Pflanzenart aus der Gattung Myrtenheiden (Melaleuca) innerhalb der Familie der Myrtengewächse (Myrtaceae). Sie ist in Australien heimisch. 

## Beschreibung

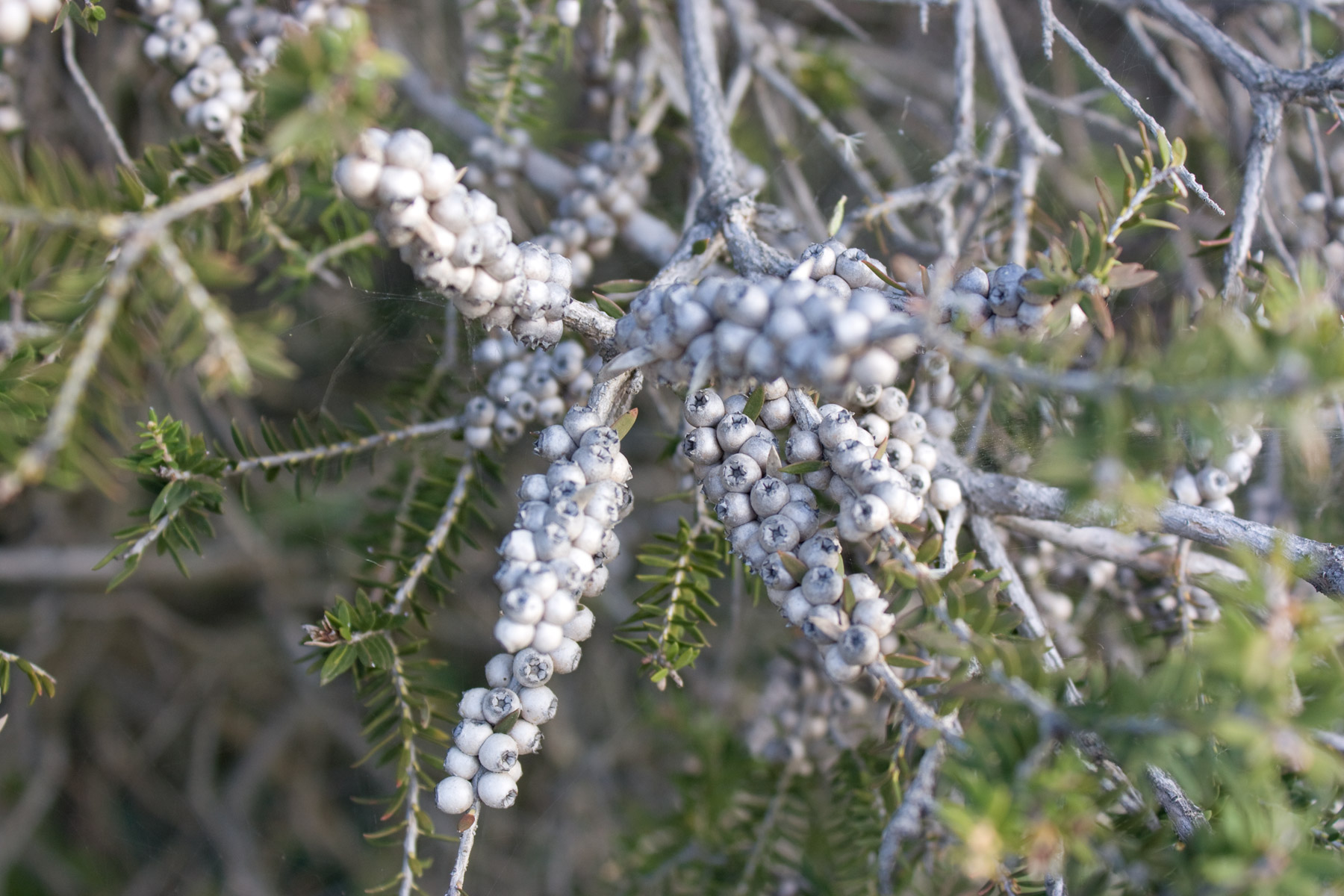
Zweige mit Laubblättern und Früchten

### Vegetative Merkmale
Melaleuca lanceolata ist ein Strauch oder kleiner Baum und erreicht Wuchshöhen von bis zu 10 Metern. Die Borke ist rau und die Rinde junger Zweige ist flaumig behaart.
Die wechselständig angeordneten Laubblätter sind in Blattstiel und Blattspreite gegliedert. Der Blattstiel ist etwa 1 Millimeter lang. Die einfache, kahle Blattspreite ist bei einer Länge von 5 bis 15 Millimetern sowie einer Breite von 1 bis 3 Millimetern linealisch bis schmal-lanzettlich mit spitzem oberen Ende.

### Generative Merkmale
Viele Blüten stehen 2 bis 4 Zentimeter langen, ährigen Blütenständen zusammen. Die Blütenstandsachse ist behaart. Die Blüten stehen zu dritt in den Achseln von Hochblättern.
Die zwittrigen Blüten sind radiärsymmetrisch mit doppelter Blütenhülle. Die weißen Kronblätter sind bei einer Länge von 1,5 bis 2,5 Millimetern eiförmig. In einem Bündel stehen 8 bis 14 Staubblätter zusammen.
Die Frucht ist bei einem Durchmesser von 4 bis 5 Millimetern kugelig oder urnenförmig und die Öffnung ist etwa 1 Millimeter groß. Die Kelchblätter verbleiben an der Frucht.

## Vorkommen
Melaleuca lanceolata kommt in den australischen Bundesstaaten Western Australia, Queensland, New South Wales und Victoria vor.
Melaleuca lanceolata wächst im Mallee und in offenen Woodlands auf lehmigen Böden. Sie ist in New South Wales in trockeneren Gebieten weit verbreitet und lokal häufig. In Western Australia kommt sie auf Kalkstein, Ton und Lehmböden vor, auf braunem, grauen und weißem Sand. Sie wächst hier auf Kalkhängen, Küstenkliffen und -dünen, in Salzebenen und nahe Salzseen.

## Taxonomie
Die Erstbeschreibung von Melaleuca lanceolata erfolgte 1820 durch Christoph Friedrich Otto in Christian Gottfried Daniel Nees von Esenbecks Werk Horae Physicae Berolinensis. Synonyme für Melaleuca lanceolata Otto sind: Melaleuca lanceolata Otto subsp. lanceolata, Melaleuca polygonoides Hoffmanns. nom. inval., Melaleuca pubescens Schauer, Melaleuca curvifolia Schltdl., Melaleuca preissiana var. leiostachya Benth., Melaleuca seorsiflora F.Muell., Myrtoleucodendron seorsiflorum (F.Muell.) Kuntze, Cajuputi pubescens (Schauer) Skeels, Melaleuca parviflora var. leiostachya (Benth.) Domin, Melaleuca parviflora var. pubescens (Schauer) Domin, Melaleuca lanceolata subsp. thaeroides Barlow, Melaleuca lanceolata subsp. planifolia Barlow, Melaleuca lanceolata subsp. occidentalis Barlow.